# 津田寒川インターチェンジ
津田寒川インターチェンジ（つださんがわインターチェンジ）は、香川県さぬき市にある高松自動車道のインターチェンジ。

## 道路
- E11 高松自動車道（12番）
- 接続する道路：香川県道37号三木津田線

## 料金所

### 入口
- ブース数:2
  - ETC専用:1
  - 一般:1

### 出口
- ブース数:2
  - ETC専用:1
  - 一般:1

## 隣
E11 高松自動車道
(11)津田東IC - 津田の松原SA - (12)津田寒川IC  - (13)志度IC